# 莱萨布雷
莱萨布雷（法語：Les Abrets，法語發音：[lez‿abʁɛ]）是法国伊泽尔省的一个旧市镇，位于该省北部，属于拉图尔迪潘区。2016年1月1日，莱萨布雷与相邻的两个市镇合并为新市镇多菲内地区莱萨布雷（Les Abrets en Dauphiné），莱萨布雷为新市镇行政中心。

## 地理
莱萨布雷（45°32'13"N, 5°35'6"E）面积6.89 平方千米，位于法国奥弗涅-罗讷-阿尔卑斯大区伊泽尔省，该省份为法国东南部内陆省份，北起顺时针与安省、萨瓦省、上阿尔卑斯省、德龙省、阿尔代什省、卢瓦尔省和罗讷省。
与莱萨布雷接壤的市镇（或旧市镇、城区）包括：希米兰、拉巴蒂迪维桑。
莱萨布雷的时区为UTC+01:00、UTC+02:00（夏令时）。

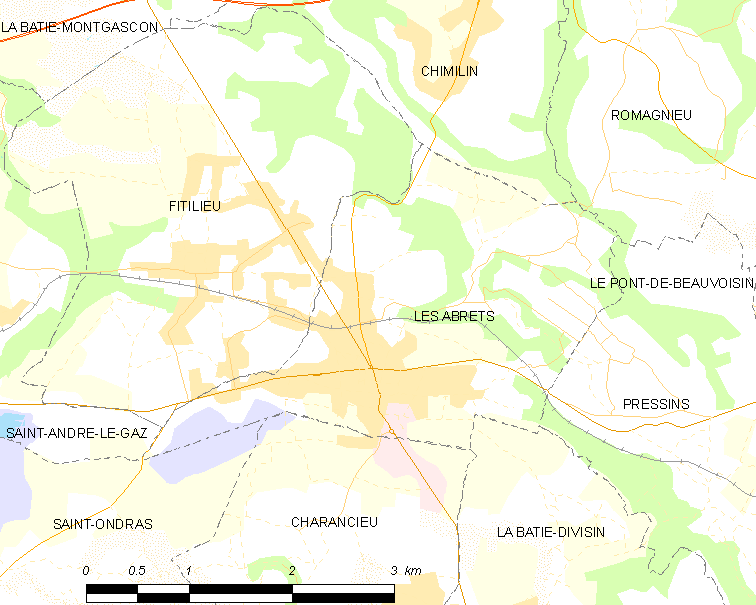
莱萨布雷的OSM定位图

## 行政
莱萨布雷的邮政编码为38490，INSEE市镇编码为38001。

## 政治
莱萨布雷所属的省级选区为沙特勒斯-吉耶县。

## 人口

1962-2008年间莱萨布雷人口变化图示

莱萨布雷于2018年1月1日时的人口数量为3484人。